# Елісо
«Елісо» (груз. ელისო) — радянський німий художній фільм, знятий режисером Миколою Шенгелаєю за мотивами однойменного оповідання Олександра Казбегі в 1928 році.

## Сюжет
XIX століття. Для зміцнення своєї влади на Кавказі російський уряд збирається виселити чеченців за межі Російської імперії. Козачий отаман обманним шляхом домагається від неписьменних жителів подачі прохання про переселення до Туреччини, видаючи за таке прохання до генерал-губернатора від мусульман гірського аулу Верді про дозвіл залишитися на своїй землі. Дочка старшини аулу Елісо закохується в хевсура Важію, який є християнином. Він домагається скасування указу про вигнання чеченців, але його героїчні зусилля врятувати аул виявляються марними. Жителі вже вигнані з будинків і залишають аул. Важіа, як гяур, не має права піти з ними з обжитих місць. Елісо не може змиритися з долею вигнанниці, вона пробирається вночі в аул, в якому вже поселилися козаки, і підпалює його.

## У ролях
- Кіра Андронікашвілі — Елісо
- Олександр Імедашвілі — Астамир, старшина
- Кохта Каралашвілі — Важіа, хевсур
- Олександр Жоржоліані — генерал
- Цецилія Цуцунава — Зазубіко
- Ілля Мампорія — епізод
- К. Гур'янов — епізод
- І. Галкін — епізод

## Знімальна група
- Режисер — Микола Шенгелая
- Сценаристи — Сергій Третьяков, Микола Шенгелая
- Оператор — Володимир Кереселідзе
- Композитор — Іона Тускія
- Художники — Дмитро Шеварднадзе